# Tregist
Tregist ist ein Ort im Köflach-Voitsberger Becken in der Steiermark wie auch Katastralgemeinde der Stadtgemeinde Voitsberg im Bezirk Voitsberg. Sie war von 1850 bis 1951/52 eine eigenständige politische Gemeinde. Im Gebiet der ehemaligen Gemeinde befindet sich das ehemalige Bergbaugebiet Zangtal. Nördlich befindet sich das Tregisttal.

## Ortsname und Geografie
Der Name Tregist leitet sich vermutlich von slawischen Hof- oder Besitzernamen Trêbogosth ab. Bei dem Ort selbst handelt es sich um ein hochmittelalterliches Rodungsgebiet mit Einzelhöfen und Einödfluren. Es liegt östlich von Köflach.

## Geschichte
Archäologische Funde lassen auf eine Besiedlung bereits während der Jungsteinzeit schließen. Weiters wurden mehrere Römersteine im Ortsgebiet gefunden und einige Forscher vermuten, dass es in der Nähe eine römerzeitliche Poststation gegeben haben könnte. Erstmals urkundlich wird die Ortschaft im Jahr 1268/69 als Tregusse erwähnt. Weitere Erwähnungen stammen aus den Jahren um 1300 als am Trebost, 1318 als Trebgost und Trebgast, 1349 als Tregast, 1450 als der Nidertregast, 1478 als Tregest und um 1790 als Gemeinde Tregist. Spätestens ab dem 11. Jahrhundert ist die Ortschaft oder der Gutshof Zedernica mit der heute nicht mehr erhaltenen Margarethenkirche nachweisbar, welcher den ersten mittelalterlichen Siedlungsschwerpunkt im Raum Voitsberg darstellt. Bis 1848 wohnten in Tregist Untertanen der Grundherrschaften Altenberg, Alt-Kainach, Greißenegg, Kleinkainach,  Lankowitz,  Obervoitsberg, Piber, Rein und Reiteregg sowie der Kirchengült St. Margarethen, der Pfarrgült Köflach und des Voitsberger Karmeliterklosters. Um 1680 wurde von der Herrschaft Obervoitsberg eine Straßenmaut an der Tregist eingehoben. Zu jener Zeit hatte Tregist auch ein eigenes Litermaß, das Tregister Görz, welches etwa 28,5 Liter fasste.
Um 1770 gehörte Lobmingberg zum Werbbezirk des Schlosses Greißenegg. Ab 1799 wurde das Oberdorfer Kohlenflöz von Tregist her mit dem Michaeli-Stollen aufgeschlossen. Ab der Zeit um 1800 gab es in Tregist auch eine Fabrik, in der Alaun gewonnen wurde. Der ehemalige Pfarrhof der Margarethenkirche diente um 1840 als Unterkunft für die Gendarmerie. Zur selben Zeit befanden sich im Gemeindegebiet sieben Bergbaue, die dem Abbau von Steinkohle dienten.
Im Jahr 1850 erfolgte die Konstituierung als „freie Ortsgemeinde Tregist“. Diese hatte bis zur Eingemeindung in die Stadtgemeinde Voitsberg 1951/52 Bestand.
Liste der Gemeindevorsteher oder Bürgermeister der freien Ortsgemeinde Tregist zwischen 1856 und 1948:
- Peter Schirgi (1856)
- Franz Lackner (1868)
- Andreas Gogg (1881)
- Franz Lackner (1884 und 1885)
- Ludwig Lipp (1886–1894)
- Andreas Gogg (1895–1897)
- Josef Lackner (1898–1900)
- Franz Mayer (1901–1918)
- Benedikt Perschler (1920–1933)
- Simon Russmann (1933–1934)
- Josef Lackner (1934–1938)
- K. Flick ? (1944)
- Josef Miesenböck (1945–1948)

Um 1858 befanden sich acht Bergbaue in Tegist. Ab 1869 gehörte Tregist zum Sanitätsrayon Voitsberg und die medizinische Versorgung erfolgte von Voitsberg aus. August Zang und der Graz-Köflacher Eisenbahn- und Bergbaugesellschaft gehörten 1878 mehrere große Grubenbetriebe in Tregist. Im Jahr 1860 wurde die Alaunfabrik wegen Unrentabilität geschlossen und kam in den Besitz der Familie Muhr, welche darin ein Gasthaus einrichtete. 1861 gründeten Anton Lipp und Karl Knaffl die spätere Leder- und Lackierfabrik A. Lipp & Sohn. 1897 fasste der Steiermärkischen Landtag den Beschluss zur Errichtung eines Voitberger Krankenhauses, welches ab 1900 in der Gemeinde Tregist erbaut und am 14. Dezember 1901 eröffnet wurde. Die Gemeinde Tregist richtete im Jahr 1899 in einem Gebäude der ehemaligen Alaunfabrik eine Volksschule ein. Da sich diese bald als zu klein herausstellte, kaufte die Gemeinde das gesamte Fabriksgelände und ließ darauf ein neues Schulgebäude erbauen, welches am 3. November 1903 eröffnet wurde. Ebenfalls im Jahr 1902 wurde in der Gemeinde der Vorschusskassenverein Tregist für die Ortsgemeinden Arnstein, Bärnbach, Großwöllmiß, Kleinwöllmiß, Lobming, Lobmingberg, Tregist und Hochtregist gegründet. Im Jahr 1912 wurde die Volksschule erneut zu klein und musste weiter ausgebaut werden. Im September und Oktober 1926 kam es zu einem Typhusausbruch in der Gemeinde, an dem elf Menschen erkrankten und eine Frau verstarb.
Am 6. Oktober 1929 kam es im Gasthaus Brandner zu einer Schlägerei zwischen Anhängern der Nationalsozialisten und der Sozialdemokraten. Bei dem am 12. September 1931 begonnenen Pfrimer-Putsch wurde der Bergbaubetrieb im Zangtal zum Operationszentrum des Steirischen Heimatschutzes im Bezirk Voitsberg. Am 25. Juli 1935 verteilten die Nationalsozialisten in Tregist Flugzetteln. Im Juni 1944 wurden bei einer von Hitlerjugend und der Landwacht durchgeführten Suchaktion mehrere von den Alliierten mittels Fallschirm abgeworfene Versorgungsbehälter mit englischen Maschinengewehren, Munition, Uniformen und Ausrüstungsteilen sowie mehr als 2000 Flugblätter gefunden. Am 3. Januar 1945 wurden entlang der Bahnstrecke zwischen Oberdorf und Voitsberg zwei Bomben der Alliierten abgeworfen.
1948 wurde die Volksschule weiter ausgebaut. Zwischen 1951/52 wurde Tregist in die Stadtgemeinde Voitsberg eingemeindet, während der Ortsteil Hochtregist zu Bärnbach kam. 1963 wurde die Volksschule saniert und bis 1964/65 weiter ausgebaut. 1972 wurde die Schule wegen Schülermangels geschlossen und die Stadtgemeinde Voitsberg richtete im Gebäude 1974 einen Kindergarten ein. Weiters wurde im ehemaligen Schulgebäude ein am 18. Januar 2009 eröffnetes Prof. Franz Weiß-Museum eingerichtet.

## Sehenswürdigkeiten

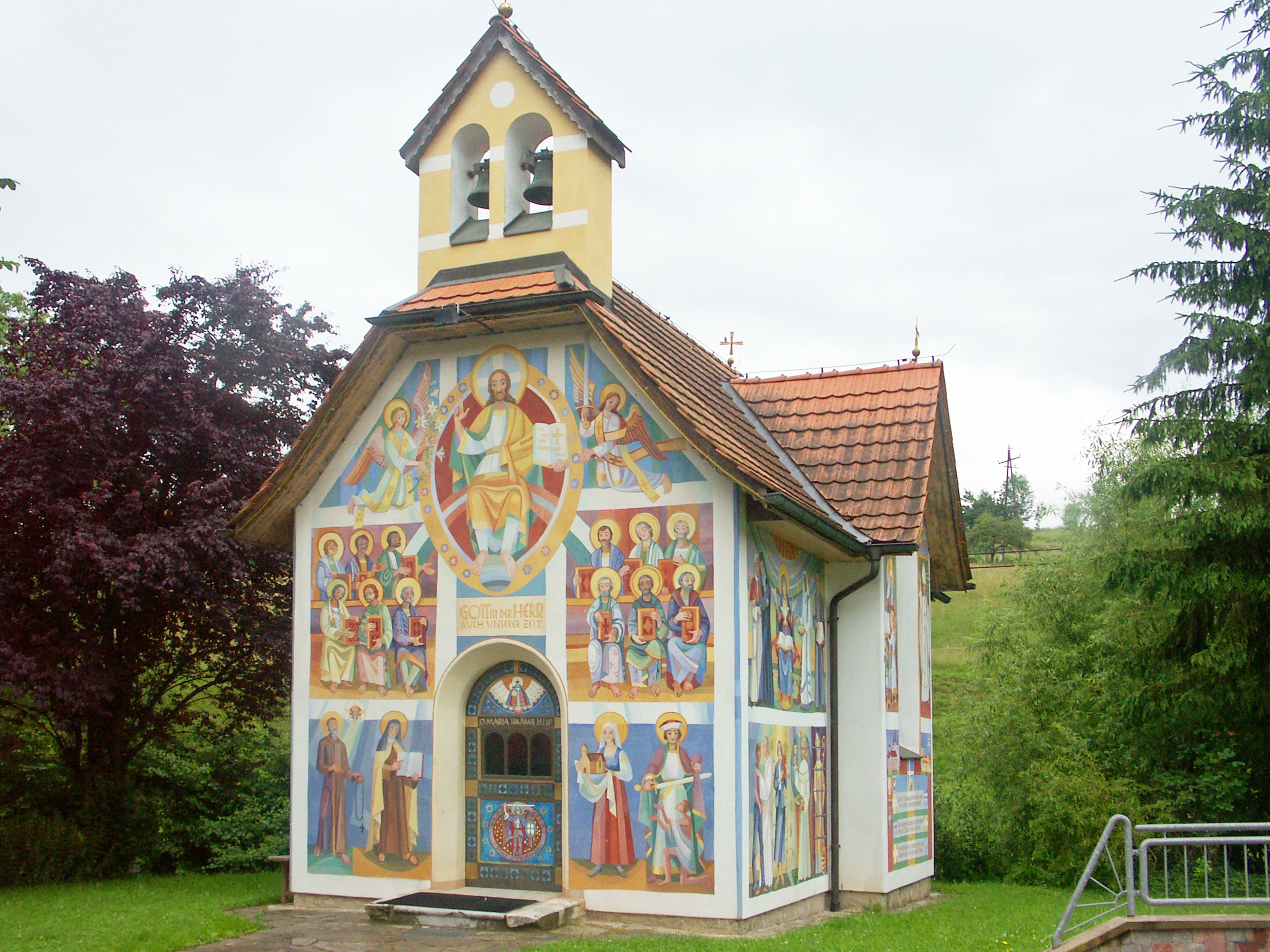
Dorfkapelle Tregist

- Dorfkapelle Tregist – Maria Knotenlöserin: gestaltet von Franz Weiss